# Thomas D. Rice

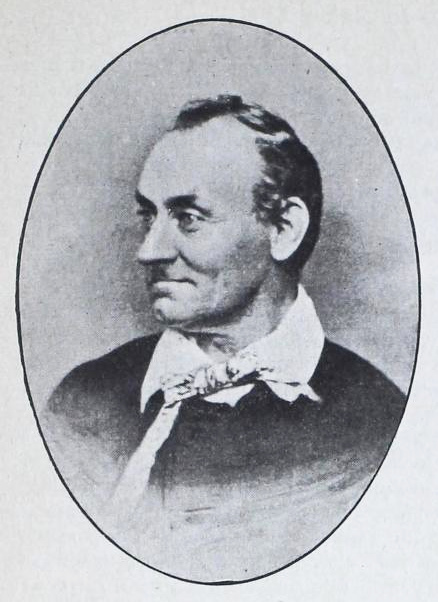

Thomas Dartmouth "Daddy" Rice ( New York, 20 mei 1808 - aldaar, 19 september 1860) was een Amerikaanse artiest en toneelschrijver die blackface minstrelsy uitvoerde en Afro-Amerikaanse spraak, zang en dans gebruikte om een van de meest populaire minstrelshow-entertainers van zijn tijd te worden. Hij wordt beschouwd als de "vader van de Amerikaanse minstrelsy".
- Bibliothèque nationale de France: cb14519323f (data)
- Gemeinsame Normdatei: 129067466
- International Standard Name Identifier: 0000 0000 3168 1778
- Library of Congress Control Number: n94090340
- Nationale Bibliotheek van Israël: 987007414414805171
- Nederlandse Thesaurus van Auteursnamen: 265050812
- SNAC: w6js9ncx
- Virtual International Authority File: 59318467
- WorldCat: E39PBJr3wg3hByPdCxhdJqDQbd